# Sankt Martin (Simmelsdorf)
Sankt Martin ist ein Gemeindeteil der Gemeinde Simmelsdorf im Landkreis Nürnberger Land (Mittelfranken, Bayern). Sankt Martin liegt in der Gemarkung Oberndorf.

## Geografie
Die Einöde liegt an der Martinsleite zwischen einem Seitental des Haunachtals und dem Röttenbachtal. Eine Gemeindeverbindungsstraße führt nach Freiröttenbach (0,9 km südwestlich) bzw. nach Unterwindsberg (1,1 km nordöstlich). Eine weitere Gemeindeverbindungsstraße führt nach Oberwindsberg (1 km nördlich).

## Geschichte
Die erste Erwähnung von Sankt Martin war im Jahr 1490. Nach der 1524/25 durch die Ganerben in Bühl eingeführten Reformation wurden die dort befindliche Kapelle und das nahegelegene Bruderhaus nicht mehr benötigt und verfielen danach.
Mit dem Gemeindeedikt (frühes 19. Jahrhundert) wurde Sankt Martin dem Steuerdistrikt Hüttenbach und der Ruralgemeinde Oberndorf, zugewiesen. Im Zuge der Gebietsreform in Bayern wurde Sankt Martin am 1. Januar 1978 nach Simmelsdorf eingemeindet.